# Seleção Malauiana de Futebol
A Seleção Malauiana de Futebol representa o Malawi nas competições de futebol da FIFA. Até 1966, era chamado de Seleção Niassalandense de Futebol. Ela é filiada à FIFA, CAF e à COSAFA.
É controlada pela Associação de Futebol do Malawi, nunca disputou uma Copa do Mundo e chegou duas vezes à final da Copa das Nações Africanas. O melhor desempenho da seleção foi conquistar a medalha de bronze nos Jogos Pan-Africanos de 1987.

## Desempenho em Competições

### Copa do Mundo
- 1930 a 1974 – Não se inscreveu
- 1978 a 1990 – Não se classificou
- 1994 – Desistiu
- 1998 a 2018 – Não se classificou

### Campeonato Africano das Nações
- 1957 a 1963 – Não entrou; era parte do Reino Unido
- 1965 a 1972 – Não filiado à CAF
- 1974 – Não se inscreveu
- 1976 a 1982 – Não se classificou
- 1984 – Eliminado na fase de grupos
- 1986 a 2008 – Não se classificou
- 2010 – Eliminado na fase de grupos
- 2012 a 2019 – Não se classificou

## Treinadores
| - Wonder Moreira (?–?) - Ted Powell (1977–1983) - Henry Moyo (1983–1984) - Danny McLennan (1984, interino) - Henry Moyo (?–?) - Reuben Malola (?–?) - Steve McRaye (?–?) - Mathias Mwenda (?–?) - Alex Masanjara (–1998) - Jack Chamangwana (1998–1999) | - Young Chimodzi (1999–2000) - Kim Splidsboel (2000–2002) - Alan Gillett (2003, interino) - Edington Ng'onamo (2003–2004, interino) - John Kaputa (2004) - Yassin Osman (2004–2005) - Michael Hennigan (2005, interino) - Burkhard Ziese (2005–2006) - Kinnah Phiri (2006–2007, interino) - Stephen Constantine (2007–2008) | - Eli Cohen (2008–2009) - Kinnah Phiri (2009–2012) - Edington Ng'onamo (2012–2013, interino) - Tom Saintfiet (2013, interino) - Young Chimodzi (2014–2015) - Ernest Mtawali (2015–2016, interino) - Ramadhan Nsanzurwimo (2016–2017, interino) - Gerald Phiri Sr. (2017, interino) - Ronny Van Geneugden (2017–2019) - Meke Mwase (2019–, interino) |

## Títulos
| CONTINENTAIS | CONTINENTAIS | CONTINENTAIS | CONTINENTAIS      |
|              | Competição   | Vezes        | Ano               |
| ------------ | ------------ | ------------ | ----------------- |
|              | Copa CECAFA  | 3            | 1978, 1979 e 1988 |

## Campanhas de destaque
- Vice-campeão da Copa Cecafa: 1975, 1984 e 1989
- Terceiro lugar na Copa Cecafa: 1977, 1980 e 1985